# Фашія
Фашія (італ. Fascia, ліг. Fascia) — муніципалітет в Італії, у регіоні Лігурія,  метрополійне місто Генуя.
Фашія розташована на відстані близько 400 км на північний захід від Рима, 30 км на північний схід від Генуї.
Населення — 84 особи (2014).

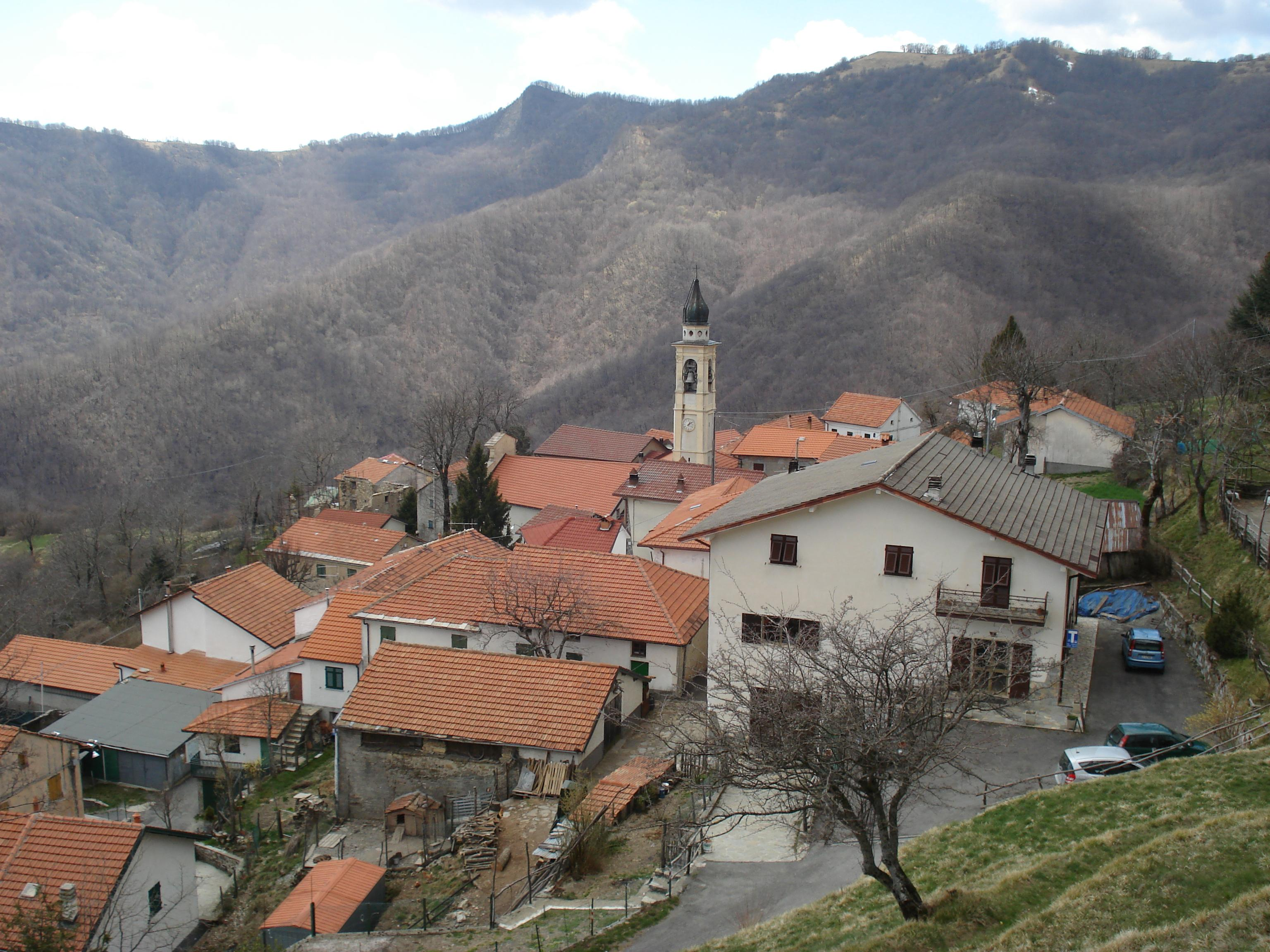

Щорічний фестиваль відбувається другої неділі серпня. Покровитель — san Guglielmo di Aquitania.

## Демографія
Населення за роками:

Станом на 1 січня 2023 року в муніципалітеті іноземці офіційно не проживали.

## Сусідні муніципалітети
- Каррега-Лігуре
- Фонтанігорда
- Горрето
- Монтебруно
- Пропата
- Ронданіна
- Ровеньо